# 난징루

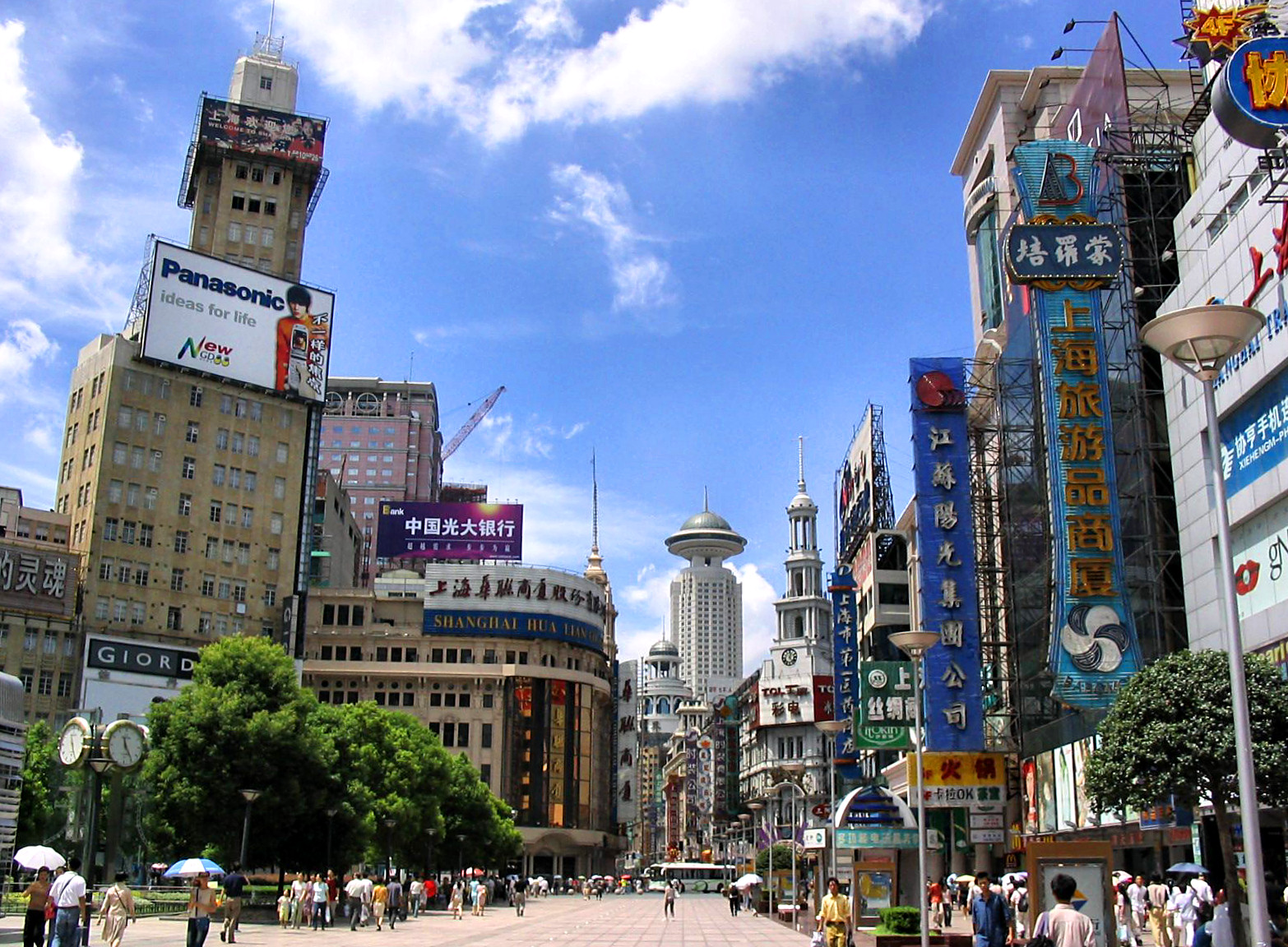
상하이의 대표적인 쇼핑 거리인 난징루

난징루(남경로,중국어: 南京路, 병음: Nánjīng Lù)는 상하이의 주요 쇼핑 센터가 있는 거리이며, 난징둥루와 난징시루로 나뉜다. 1945년 이전의 난징루는 현재의 난징둥루를 가리킨다.
난징루는 상하이 푸시의 중앙에 위치를 하며, 난징시루(南京西路)에서 난징둥루(南京东路)로 이어지고, 황푸강 유역의 와이탄까지 연결되어 도보로도 이동할 수 있다. 난징둥루의 중심 지역은 세기광장이며, 난징시루는 인민광장과 그 주변 지역이다.

## 역사

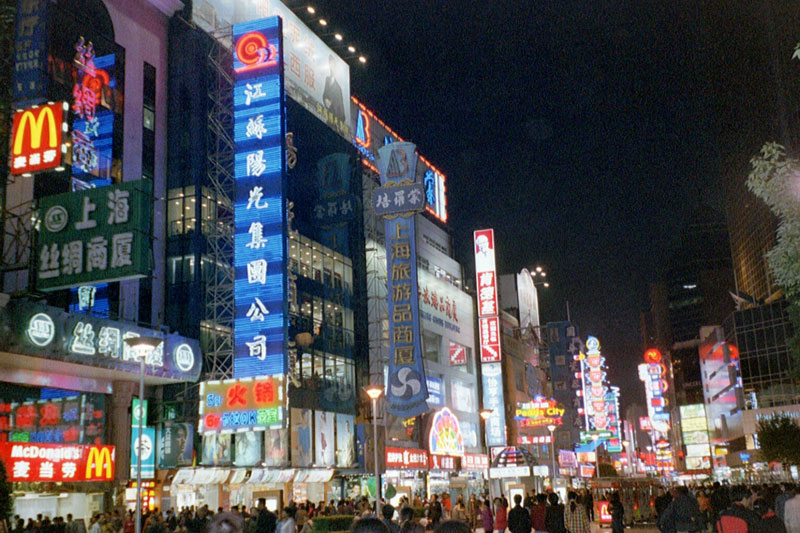
난징루 보행가거리의 야경

난징루라는 이름은 1851년으로 거슬러 올라가며, 당시는 와이탄으로 통하는 허난루의 경기장 사이의 공원의 오솔길(花园弄, Park Lane)이었다. 1854년에는 당시 대마로(大馬路)라고 불리던 저장루(浙江路)까지 확장되었다. 1862년에는 시장루(西藏路)까지 확장되었다. 1865년 상하이 공공조계가 들어서면서 난징루라는 이름을 갖게 되었다.
1925년 5월 30일, 일본계 방적공장의 공장주가 파업노동자를 총살했고, 이에 상하이 학생과 시민들은 상하이에서 가장 번화한 상업가인 난징루(南京路)에 모여서 항의를 했다. 이에 대한 영국경찰의 발포로 오삼십 운동이 일어나게 되었고, 전국적인 반영(反英)운동을 야기했다.
세계 제2차 대전이 끝나고, 조계지가 말소되면서 난징루는 난징둥로 이름이 바뀌었고, 징안쓰가 있던 곳까지 확장된 징안쓰루는 난징시루로 이름이 바뀌었다.
20세기 초기에 이곳에 여덟개의 대형 백화점이 세워졌고, 앞다투어 프렌차이즈 상가들이 이곳에 세워졌다. 2000년에 난징루에 도시설계 계획에 따라 8m 폭의 보행가 거리가 만들어지고, 길이도 1km에서 2km로 허난중루에서 신장중루까지 확장되었다.

## 난징동루
가장 볼거리가 많고, 시장중루(西藏中路)에까지 이르며, 총 길이가 1,599m이다. 사거리 입구에서 보행가 거리가 시작되며, 관광열차가 운행된다.

### 보행가거리
난징둥루의 입구부터 시작해 1km에 이르며, 차가 다니지 못하는 관광, 상업, 문화의 중심지이다. 200m 안쪽에 있는 세기광장(世纪广场)은 젊은이들의 약속장소나 데이트 장소로 이용되며, 많은 외국인들을 볼 수가 있고 차를 마시기에도 가장 좋은 장소이다. 이 세기광장에서 2011년 8월 6일 신한은행 프로리그 10-11 결승전이 열린다(태풍 '무이파'로 인하여 취소)

## 난징시루

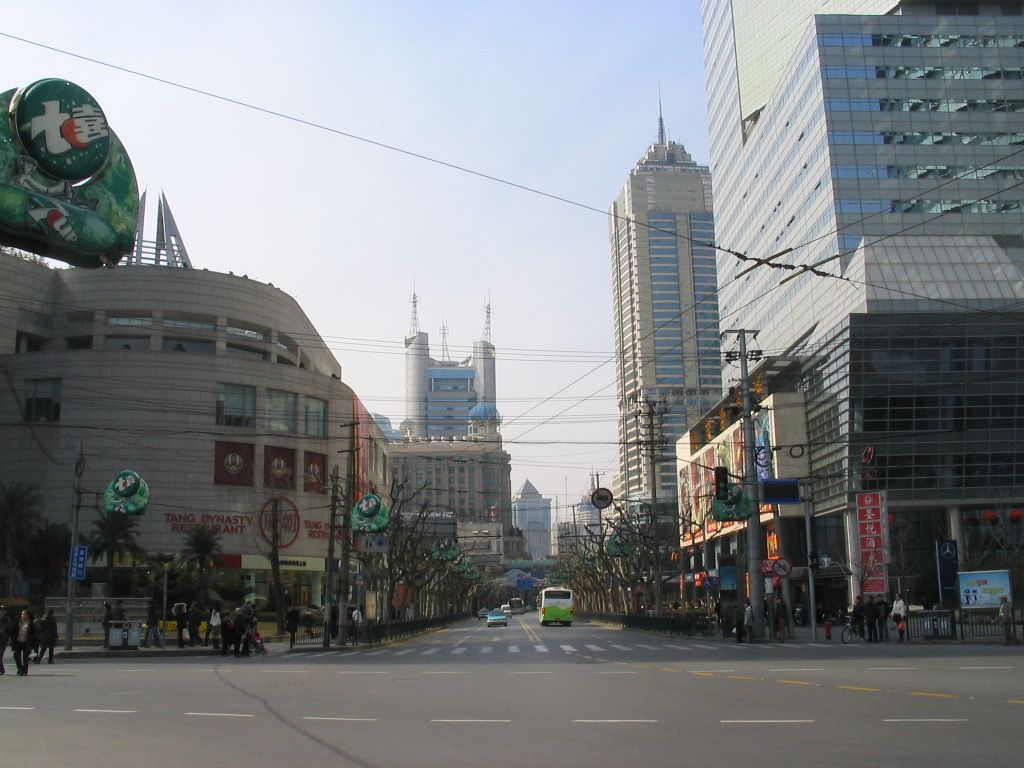
난징시루 근처의 황피베이루

난징시루는 징안쓰까지 이어지며, 고층건물과 인민광장, 상하이 박물관, 상하이 대극원 등의 주요 볼거리가 몰려있다.

## 교통
- 상하이 지하철 2호선이 난징루를 따라서 3개의 역이 있다.
- 난징둥루 역: 이전에는 허난중루역이었다. 보행가 거리와 와이탄에서 가깝다.
- 난징시루 역: 인민광장과 가까우며, 가장 이용하기 좋은 역이다. 난징시루 시작 부분에 있다.
- 징안사 역: 징안쓰 앞으로 난징시루의 끝자락이다.